# Demonstration am 2. Juni 1967 in West-Berlin
Die Demonstration am 2. Juni 1967 in West-Berlin gegen den Staatsbesuch von Schah Mohammad Reza Pahlavi war ein einschneidendes Ereignis in der bundesdeutschen Geschichte: Dabei kesselten Polizisten die Demonstranten ein, verprügelten sie, griffen Einzelne wahllos heraus, misshandelten sie und behaupteten einen Polizistenmord. Der Polizist Karl-Heinz Kurras erschoss den Demonstranten Benno Ohnesorg, während seine Kollegen diesen misshandelten.
Daraufhin verbreitete und radikalisierte sich die Westdeutsche Studentenbewegung der 1960er Jahre. Soziale und polizeiliche Reformen unter der SPD-FDP-Regierung seit 1969 wie auch der Terrorismus der Rote Armee Fraktion seit 1970 und der Bewegung 2. Juni seit 1972 gehen mit auf dieses historische Ereignis zurück.

## Vorgeschichte

### Europareise des Schahs

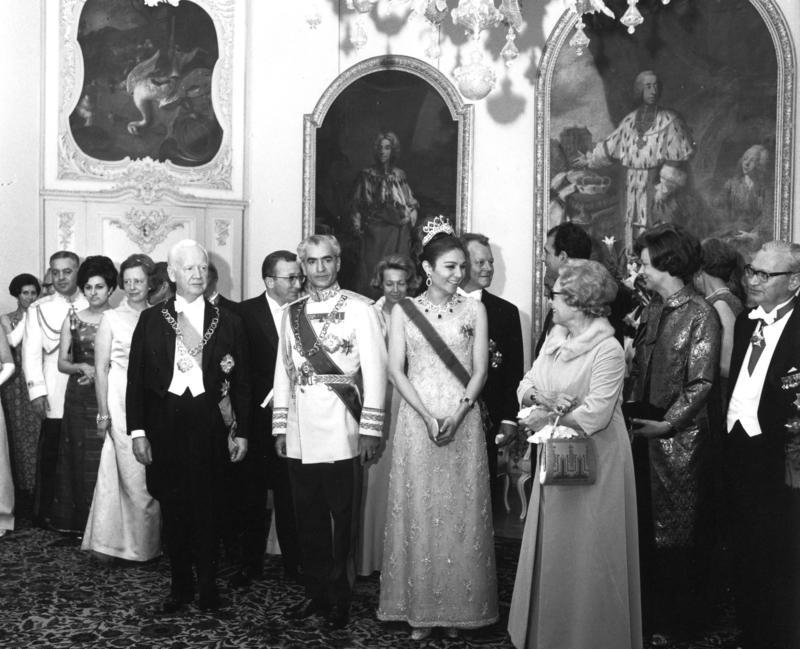
Heinrich Lübke, Mohammad Reza Pahlavi, Farah Pahlavi, Wilhelmine Lübke (v. l. n. r.) im Schloss Augustusburg in Brühl (Rheinland), 27. Mai 1967

Bundespräsident Heinrich Lübke hatte den Schah nach seinem Staatsbesuch im Iran im Oktober 1963 eingeladen. Am 24. Oktober traten 30 iranische Studenten in Erlangen in einen Hungerstreik, um auf schwere Verletzungen der Menschenrechte im Iran aufmerksam zu machen. Das Bayerische Innenministerium verbot den Streik nach drei Tagen und wies die Ausländerbehörden Bayerns an, alle Aktivitäten iranischer Studenten in Bayern darauf zu prüfen, ob sie Sicherheit und Ordnung sowie die guten Beziehungen der Bundesrepublik zum Iran gefährdeten. Einige Studenten setzten den Hungerstreik trotzdem fort und gerieten dadurch in Lebensgefahr. Westdeutsche Medien berichteten fast nur über Lübkes Staatsbesuch und das Streikverbot, nicht über die Gründe und Ziele der Streikenden. Eine seltene Ausnahme war ein Artikel von Ulrike Meinhof in der Zeitschrift konkret im Januar 1964.
Der Schah besuchte die Bundesrepublik als dritte Station seiner geplanten Europareise nach der Tschechoslowakei (damals ČSSR) und Frankreich. Auf der Rückreise besuchte er die Türkei. Am 28. Mai 1967 traf er in Bonn Bundeskanzler Kurt Georg Kiesinger und andere hochrangige bundesdeutsche Politiker zu Gesprächen. Dabei ging es vor allem um bilaterale Wirtschaftsbeziehungen und die Ausweitung des sowjetischen Einflusses im Nahen Osten.

### Aufklärung und Proteste
Der Sozialistische Deutsche Studentenbund (SDS) hatte im Dezember 1964 erstmals Proteste gegen einen ausländischen Staatsgast organisiert, den kongolesischen Diktator Moïse Tschombé. In West-Berlin umgingen die Demonstranten dabei die Polizeisperren. Begrenzte Regelverletzungen verschafften den Protesten mehr öffentliches Gehör. Ab 1966 machte der SDS den Vietnamkrieg zu seinem Hauptthema. Er plante für den 3. Juni 1967 eine Antikriegsdemonstration und wollte die eigenen Kräfte darauf konzentrieren.
Die gesamte bundesdeutsche Boulevardpresse und die Zeitungen des marktbeherrschenden Axel-Springer-Verlags begrüßten den Besuch des Schahehepaars und berichteten monatelang detailliert über dessen Lebensstil. Vor allem der Exiliraner Bahman Nirumand versuchte dagegen über die soziale Lage der iranischen Bevölkerung aufzuklären. 1960 hatte er in Heidelberg die linksgerichtete „Konföderation iranischer Studenten“ (CIS) gegründet. Auf Anregung von Hans Magnus Enzensberger schrieb er ein Buch über den Iran, das im Januar 1967 in der Bundesrepublik erschien (Persien. Modell eines Entwicklungslandes oder Die Diktatur der freien Welt). Westdeutsche Presseberichte über Versuche der Regierung Irans, das Buch zu verhindern, förderten dessen Bekanntheit.
Im Februar 1967 bat Nirumand den Berliner SDS zunächst erfolglos um Aktionen gegen den Schahbesuch. Ab Mai lud der AStA der FU ihn zu einer Podiumsdiskussion über den Iran für den 1. Juni ein. Die iranische Botschaft ersuchte die Bundesregierung, auf ein Verbot der Veranstaltung hinzuwirken, und drohte, den Schahbesuch sonst abzusagen. Der FU-Direktor Hans-Joachim Lieber lehnte das Verbot jedoch ab. Die Kommune I gab am 24. Mai Flugblätter gegen den Schah heraus, die sie dem SDS zuschrieb. Am 30. Mai gab auch die CIS selbst einen „Steckbrief“ heraus, der den Schah unter der Überschrift „Mord!“ als gesuchten Straftäter darstellte. Dafür erhielten ein Verteiler und eine Übersetzerin eine Strafanzeige wegen Beleidigung eines ausländischen Staatsoberhaupts.

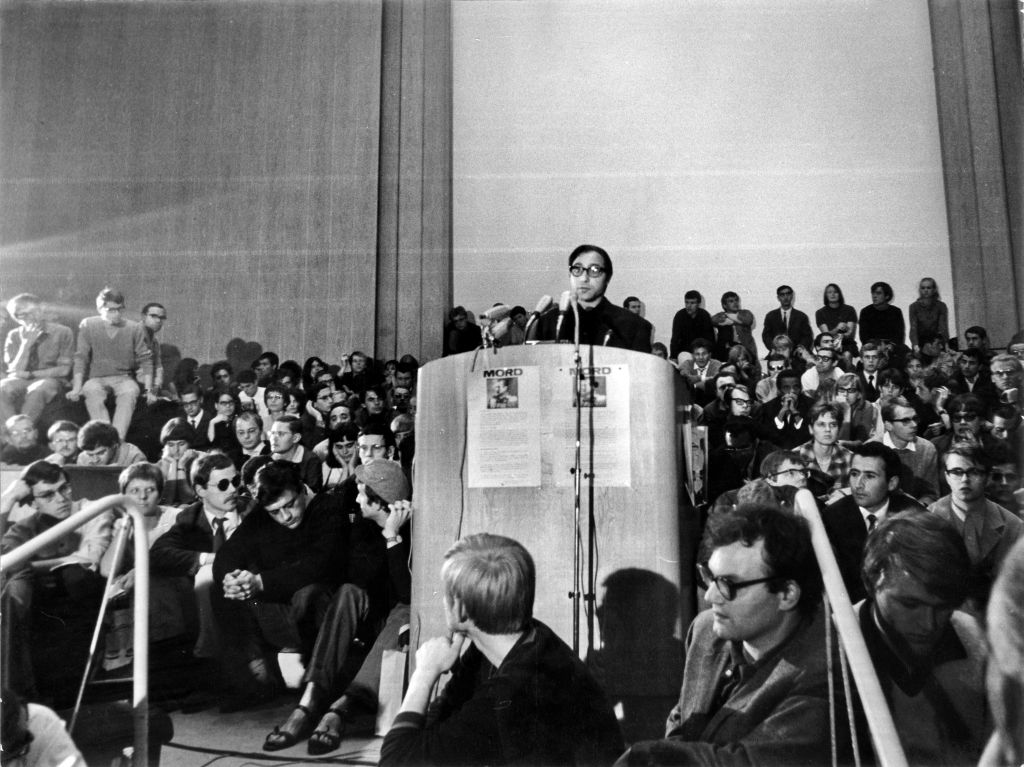
Bahman Nirumand bei seinem Vortrag am Vorabend des Schah-Besuchs

Am Abend des 1. Juni beschrieb Nirumand vor 3000 bis 4000 Zuhörern im Audimax der FU die undemokratischen Zustände in seiner Heimat. Studentenführer Rudi Dutschke erklärte, beim Kampf gegen die Unterdrückung im Iran gehe es auch um Vietnam. Der AStA rief für den Folgetag zu Kundgebungen gegen den Schah auf. Der AStA-Vorsitzende meldete die abendliche Demonstration bei den Behörden an. Die Zuhörer bejahten die drei vorgeschlagenen Protestorte: ab 12 Uhr vor dem Rathaus Schöneberg, ab 15 Uhr auf dem Kurfürstendamm und ab 19 Uhr vor der Deutschen Oper. Auch Benno Ohnesorg hatte Nirumands Buch gelesen und seinen Vortrag gehört. Er beschloss, am Folgetag mit zu demonstrieren.

### Polizeistrategie
Die Bereitschaftspolizei West-Berlins hatte bis 1970 auch paramilitärische Aufgaben und galt als Reserve der alliierten Truppen. Das Personal bestand zu mehr als 50 Prozent aus ehemaligen Offizieren der Wehrmacht. Die Ausbildung war damals noch stark militärisch geprägt. Ideologisch und organisatorisch war die Polizei vor allem auf die Abwehr einer vermuteten Gefahr aus Ost-Berlin und durch kommunistische Verbündete im Inneren ausgerichtet. Rechtsmaßstäbe und Einsatzkonzepte stammten weitgehend aus der Zeit der Weimarer Republik. Bei der Definition und Behandlung von Notwehr-Situationen bestand ein großer Ermessensspielraum.
Die Polizei West-Berlins verschärfte ihr Vorgehen gegen Demonstranten seit 1966. Bei einer „Spaziergangsdemonstration“ am 17. Dezember 1966 setzte sie erstmals in Zivil gekleidete „Greiftrupps“ ein, die während eines Schlagstockeinsatzes einzelne vermutete Rädelsführer aus der Menge griffen und diese der uniformierten Polizei übergaben. 80 Personen wurden festgenommen, darunter auch Kinder. Mehr als 40 davon war keine Beteiligung nachzuweisen.
In einem Brief an Innensenator Wolfgang Büsch sprach Polizeipräsident Erich Duensing am 13. April 1967 von einem „Studentenkrieg“, der nicht mit Polizei, sondern nur mit Staatsanwälten und Gerichten zu bewältigen sei. In seiner Antwort am 8. Mai erwartete Büsch dagegen verschärfte Konfrontation, die größere Polizeiaufgebote notwendig machen würde. Dazu schrieb er:

„Diesen Anforderungen werden die eingesetzten Polizeibeamten nur dann genügen können, wenn sie stets die Gewissheit haben, dass ihre Vorgesetzten auch dann für sie eintreten, wenn sich bei der nachträglichen taktischen und rechtlichen Prüfung Fehler herausstellen sollten. Das setzt allerdings voraus, dass diese Fehler nicht als Dienstpflichtverletzungen angesehen werden müssen.“

Büsch lehnte folglich Deeskalationsmaßnahmen ab und wollte den studentischen Protesten durch verstärkten Gewalteinsatz begegnen, ohne dass die eingesetzten Polizeibeamten strafrechtliche Verfolgung befürchten mussten.
Am 28. Mai 1967 warnte das Bundeskriminalamt den West-Berliner Senat vor einem möglichen Anschlag von Exiliranern auf den Schah. Springerzeitungen berichteten von angeblichen Anschlagsplänen der Studenten. Beim Besuch des Schahs in München am 30. Mai störten Studenten den reibungslosen Ablauf mit dem Verteilen von Flugblättern, die den Schah als korrupt darstellten. Daher überlegten Vertreter der Bundesregierung und des West-Berliner Senats noch am 1. Juni 1967, den geplanten Berlinbesuch des Schahs ausfallen zu lassen. Wolfgang Büsch entschied dagegen, weil eine kurzfristige Absage als Einknicken vor den Protesten gewirkt und ein verheerendes Presseecho ausgelöst hätte.
Polizeikommandeur Hans-Ulrich Werner erläuterte Büsch am 30. Mai die Raumzuteilung für die erwartete Protestdemonstration vor der Deutschen Oper: Man lasse den südlichen Gehweg frei, um „alle Störer auf einem Haufen“ haben. Werner war in der NS-Zeit als Polizist bei der Partisanenbekämpfung tätig gewesen und deshalb 1962 in die Kritik geraten. Der damalige Innensenator Heinrich Albertz hatte ihn im Amt gehalten. Als Regierender Bürgermeister vereinbarte Albertz mit Bundesinnenminister Paul Lücke und dem Bundespräsidialamt eine weiträumige Absperrung des gesamten Bereichs um die Deutsche Oper. Seine Sekretärin teilte dies der Senatsinnenverwaltung, die für die Aufsicht der Polizei zuständig war, telefonisch mit. Auch der stellvertretende Polizeipräsident Georg Moch, der Duensing während dessen Urlaubs vertrat, lehnte die Freigabe des südlichen Gehwegs vor der Oper ab.

## Verlauf

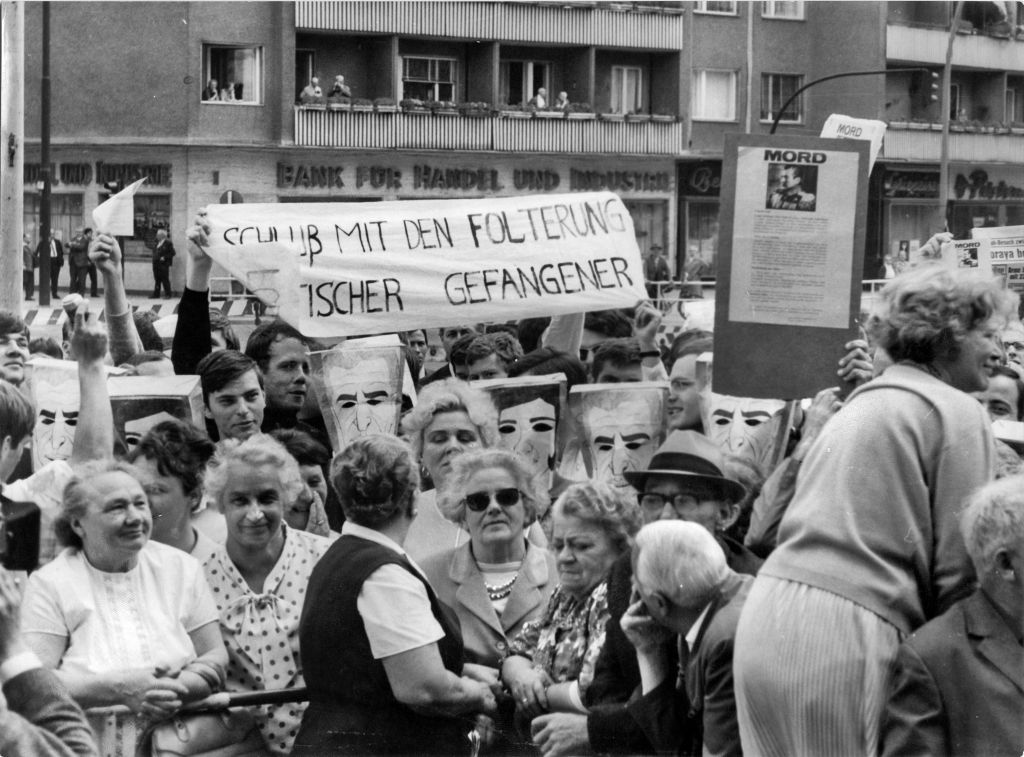
Demonstranten und Zuschauer vor dem Schöneberger Rathaus

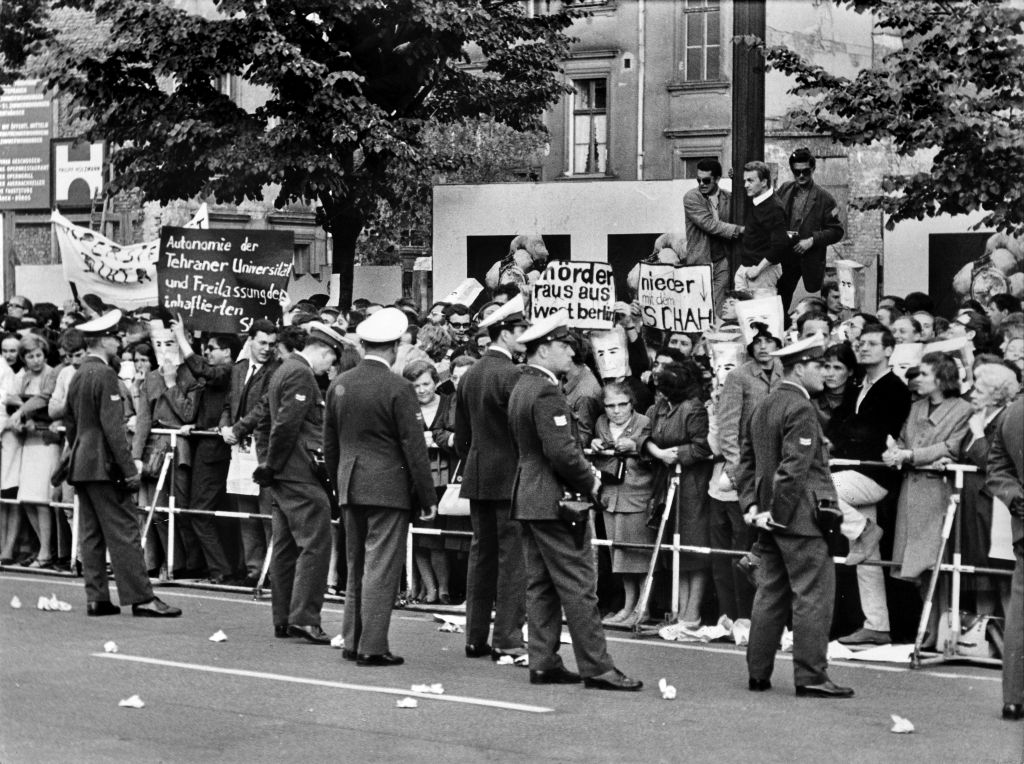
Demonstranten, Zuschauer und Polizisten vor der Deutschen Oper

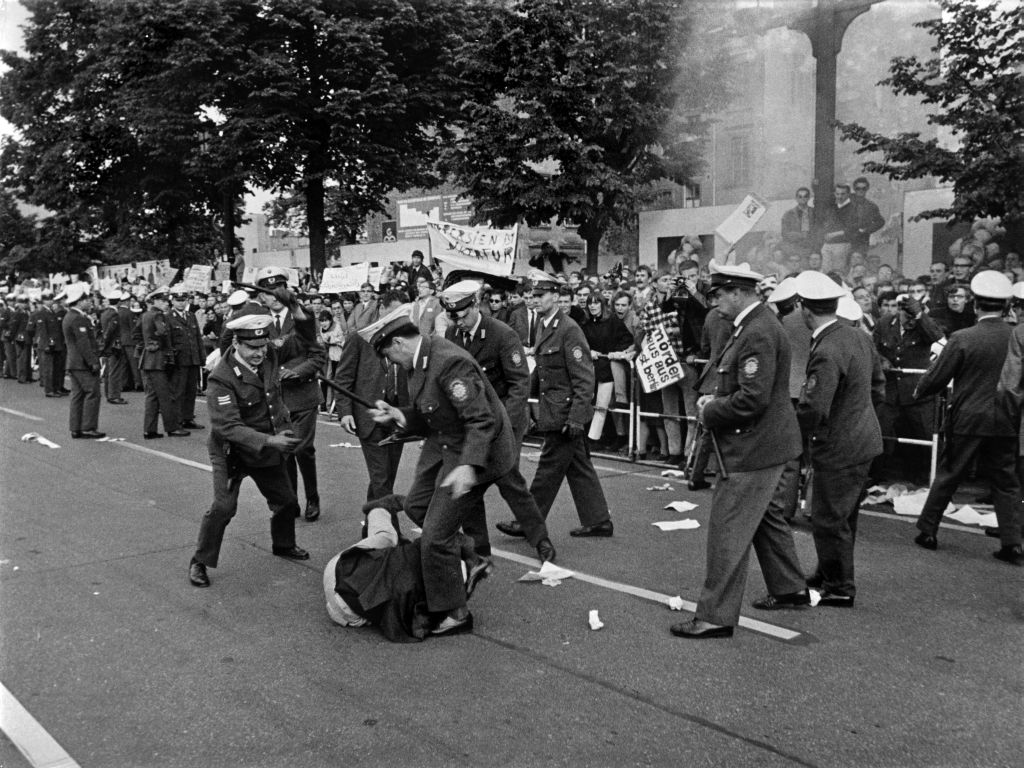
Polizisten schlagen einen auf dem Boden liegenden Demonstranten mit Schlagstöcken.

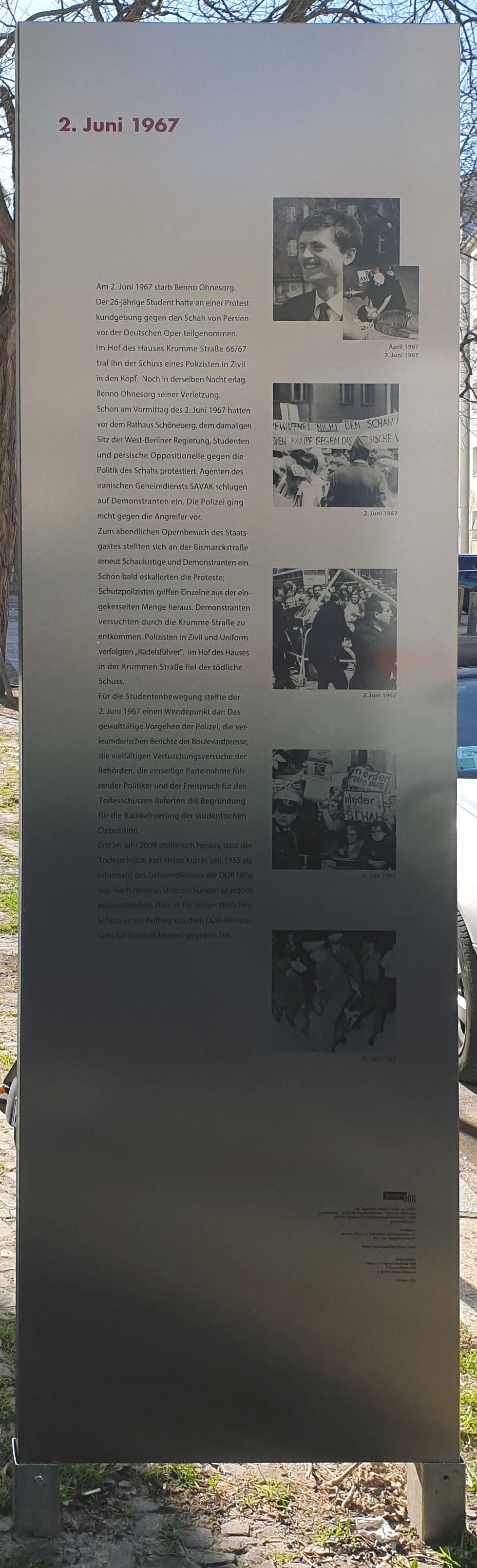
Gedenktafel, Krumme Straße 65, in Berlin-Charlottenburg

### Vor dem Schöneberger Rathaus
Der Schah sollte sich am 2. Juni 1967 vormittags im Rathaus Schöneberg in das Goldene Buch der Stadt eintragen. Irans Botschaft hatte die Erlaubnis erhalten, dass iranische Schahanhänger („Jubelperser“) den Schah vor seinem Hotel in West-Berlin begrüßen durften. Am 1. Juni 1967 kündigte sie jedoch an, Schahanhänger würden zum Rathaus Schöneberg kommen. Duensing willigte ein und ordnete an, sie „gut verpackt“ seitlich zu postieren. Am nächsten Vormittag trafen sie mit zwei städtischen Bussen in Schöneberg ein. Die dortige Polizeidirektion stellte sie weisungswidrig und trotz Warnungen mehrerer Polizeibeamter direkt vor die Rathaustreppe in einen Streifen, den nur einfache bewegliche Sperren von den Gegendemonstranten trennten. Sie trugen Schahporträts, Transparente mit Holzlatten und Knüppel bei sich. Der Pressesprecher des Senats Hanns-Peter Herz sagte zu den wartenden Journalisten laut mehreren Zeugen: „Na, heute können diese Burschen sich ja auf was gefasst machen, heute Abend gibt’s Dresche!“ Nach anderer Version sagte er: „Heute Abend setzt’s Keile!“
Bis zu 2000 Personen hatten sich bis 11:45 Uhr vor dem Rathaus versammelt. Auf Spruchbändern stand etwa „Schluss mit der Folterung politischer Gefangener“, „Welcome Mr. Diktator“, „Mörder“. Bei der Ankunft des Schahs demonstrierten seine Anhänger lautstark für ihn, um ihn gegen die Proteste abzuschirmen. Die Schahgegner riefen „Mörder, Mörder“ und forderten Amnestie für politische Gefangene im Iran. Nach dem Eintritt des Schahs in das Rathaus passierten seine Anhänger die vorderste Polizeireihe, griffen die Gegendemonstranten mit Holzlatten, Knüppeln und Stahlrohren an und verletzten Dutzende von ihnen, einige schwer. Die Polizisten standen direkt daneben und griffen nicht ein, obwohl Betroffene sie dazu aufforderten. Sie nahmen jedoch einige der Demonstranten fest, die die Schahanhänger überwältigt hatten und an sie übergaben. Nach etwa fünf Minuten trafen weitere berittene Polizisten ein und schlugen ihrerseits die Demonstranten. Der RIAS-Reporter Erich Nieswandt beobachtete die Vorgänge vom Rathausfenster über der Treppe und berichtete live: „Man muss der Wahrheit die Ehre geben, die Perser […] waren die ersten, die ihre Plakate von den Stöcken abmachten und mit diesen Stöcken wahllos in die Menge hineinschlugen.“ Solche Rundfunk- und Presseberichte motivierten umso mehr Studenten, zur abendlichen Demonstration zu gehen.
Heinrich Albertz erfuhr erst während der Prügeleien von der Anwesenheit der Schahanhänger. Er drängte die Polizei, diese abends von den Studenten fernzuhalten. Später versuchte er die Verantwortlichen zu ermitteln. Er fand heraus, dass etwa 150 Schahanhänger am 1. Juni mit Sonderflügen in West-Berlin eingetroffen und für das Jubeln bezahlt worden waren. Er war überzeugt, dass der iranische Geheimdienst SAVAK sie angeheuert und das Auswärtige Amt und der Bundesnachrichtendienst von der Einreise dieser „Schlägertruppen“ gewusst hatten.

### Vor der Deutschen Oper
Am Abend besuchten das Schahehepaar, Heinrich Lübke und Heinrich Albertz eine Aufführung der Zauberflöte in der Deutschen Oper. Davor hatte die Polizei Absperrgitter aufgestellt, die den südlichen Bürgersteig der Bismarckstraße frei ließen. Ein Bauzaun begrenzte diesen engen Korridor auf der Rückseite. Polizeiwachen mit Hunden kontrollierten das Baugelände dahinter. Davor sammelten sich bis 19 Uhr etwa 2000 Demonstranten und Zuschauer. Anfangs war die Stimmung unter ihnen gelöst und heiter. Duensing, der sich nicht vor Ort befand, befahl um 18:30 Uhr die Räumung des Gehwegs vor der Oper. Der Einsatzleiter erhielt den Befehl erst um 19 Uhr und stellte fest, dass die Menge den Gehweg vollständig besetzt hatte und schon zu groß für eine rechtzeitige Räumung geworden war. Gegen 19:30 Uhr trafen die Schahanhänger ein und wurden trotz Albertz’ Weisung seitlich vor die übrigen Zuschauer postiert. Sie reizten sie mit Gesten und Beschimpfungen. Gleichzeitig prügelten Polizisten von der Rückseite des Bauzauns darauf sitzende Zuschauer mit Schlagstöcken hinunter und holten andere von Bäumen. Der Student Reiner L. wurde dabei übersehen und beobachtete die Ereignisse von einer Baumkrone aus. Immer wieder griff die Polizei einzelne Demonstranten willkürlich aus der Menge, schleifte sie über die Straße und schlug sie vor aller Augen, auch nach ihrer Festnahme. Manche Greiftrupps packten sie an Armen und Beinen und schleuderten sie in die Menge zurück. Bitten um die Dienstnummern solcher Beamter wurden ignoriert oder mit Schlägen beantwortet. Ein Student, der den Einsatzleiter um Mäßigung bitten wollte und dazu das Absperrgitter überstieg, wurde sofort eingekreist, auf die Straße geworfen, getreten und mit Fausthieben geschlagen. Dies setzten vier Polizisten in einer Ecke seitlich des Opernhauses minutenlang fort, beobachtet von dem Operngast Neil Acherson im Innern.
Um 19:50 Uhr befahl Duensing dem Einsatzleiter, den Opernvorplatz irgendwann während der dreieinhalbstündigen Opernvorstellung zu räumen. Albertz vermutete irrtümlich noch 1981, er selbst habe die Polizei zur gewaltsamen Auflösung der Demonstration veranlasst, weil er einem Beamten nach Eintritt in die Oper gesagt hatte: „Ich hoffe, dass sich bei der Abfahrt dieses Schauspiel nicht wiederholt.“ Um 20 Uhr traf die Wagenkolonne des Schahs ein. Die Demonstranten empfingen ihn mit Buhrufen und Sprechchören wie „Schah, Schah, Scharlatan“, „Schah-SA-SS“ und „Mo, Mo, Mossadegh“, die an den demokratisch gewählten, vom Schah gestürzten vorherigen Regierungschef Irans erinnerten. Einige warfen Eier und Tomaten, die auf einem von Unbekannten abgestellten Lieferwagen zugänglich waren, und Hartgummiringe vom Baugelände. Sie verfehlten jedoch die 40 m entfernten Opernbesucher. Rauchkerzen aus der Kommune I und eigene Tränengasgranaten warfen die Polizisten in die Menge zurück. Pflastersteine, die hinter dem Bauzaun lagen, warfen die Demonstranten nicht. Erst nach Beginn der Räumung flog ein Stein laut Augenzeugen vom Baugelände aus über die Menge hinweg und traf einen Polizisten im Gesicht.
Nach dem Eintritt des Schahs in das Opernhaus wollten viele den Platz verlassen. Zugleich formierten sich die Polizeibeamten in Höhe des Operneingangs zu drei Zweierreihen und zogen ihre Schlagstöcke. Etwa um 20:05 Uhr erfolgte eine Lautsprecherdurchsage, Demonstranten hätten einen Polizisten erstochen. Zeugen empfanden dies als gezieltes Aufputschen. Ein Polizist drohte: „Ihr habt einen von uns erschlagen. […] Jetzt geben wir es euch!“ Nach dem späteren Untersuchungsbericht soll die Durchsage erst ab 21 Uhr erfolgt sein und die Ereignisse vor der Oper nicht beeinflusst haben. Bis 23 Uhr forderte die Polizei über Lautsprecher „die gutwillige Berliner Bevölkerung“ auf: „Machen Sie sich nicht mit diesen Subjekten gemein. Räumen Sie sofort den Kurfürstendamm. Es hat bereits ein Todesopfer gegeben: Ein Polizist ist von einem Demonstranten erstochen worden.“
Die Demonstranten gegenüber dem Operneingang riefen spontan „Hinsetzen“ und setzten sich auf die Straße, erhielten dann aber von allen Seiten Schläge, sodass Panik ausbrach. Die Polizisten sprangen im Laufschritt über die Sperrgitter, trampelten über Sitzende und am Boden liegende Verletzte hinweg und schlugen sie erneut, wenn sie aufzustehen und wegzulaufen versuchten. Die Schahanhänger beteiligten sich mit Holzlatten daran. Fritz Teufel, der sitzengeblieben war, erhielt besonders schwere Schläge und Tritte. Fliehende drückten den Bauzaun ein, wurden aber von Polizisten dahinter mit Hunden wieder in die Menge zurückgedrängt. Gegen die, denen die Flucht gelang, rückten weitere Polizeitrupps mit Knüppeln, Hunden und Eisenstangen vor und trieben sie in schon geräumte Bereiche zurück. Eine Studentin, die fragte, wo sie denn hingehen solle, erhielt die Antwort: „Ist zu spät.“ Einzelne Polizisten versuchten, schlagende Kollegen zurückzuhalten. Einer entschuldigte sich bei einer schwer verletzten Studentin: „Um Gottes willen, glauben Sie bloß nicht, dass alle so sind.“ Vielen Zeugen zufolge forderte die Polizei erst jetzt zum Verlassen der Bismarckstraße auf. Niemand hörte eine frühere Durchsage. Weitere Beamte schlugen die Fliehenden am Rande des Kessels, setzten Wasserwerfer und Tränengas gegen sie ein. Dieses Vorgehen hatte die Polizei intern vorbereitet und nannte es „Leberwursttaktik“.

### Tödlicher Schuss
Der Student Benno Ohnesorg hatte sich an der Demonstration vor der Oper beteiligt und war Polizisten, die fliehende Demonstranten verfolgten, in einen Hinterhof des Gebäudes Krumme Straße 66 gefolgt. Er wurde dort zusammen mit einem weiteren Studenten von den Greiftrupps der Polizei gestellt, von drei Beamten festgehalten und verprügelt. Dabei näherte sich der Zivilbeamte Kurras, zog seine Dienstwaffe und feuerte um 20:30 Uhr aus etwa eineinhalb Metern Entfernung auf Ohnesorgs Hinterkopf. Ohnesorg starb innerhalb der nächsten Stunde, wahrscheinlich während der Fahrt des Krankenwagens bis zu seiner Einlieferung in eine Notfallaufnahme gegen 21:30 Uhr.

## Reaktionen und Folgen

### Regierender Bürgermeister
Heinrich Albertz hörte während der Opernvorstellung als Gerücht, ein Student, dann, ein Polizist seien zu Tode gekommen. Er fuhr danach nach Hause. Durch Radionachrichten um 0:00 Uhr am 3. Juni erfuhr er vom Tod Ohnesorgs, nicht aber von dessen Ursache. Gegen 1:00 Uhr gab er eine vom Senatspressechef Hanns-Peter Herz vorbereitete Erklärung ab:

„Die Geduld der Stadt ist am Ende. Einige Dutzend Demonstranten, darunter auch Studenten, haben sich das traurige Verdienst erworben, nicht nur einen Gast der Bundesrepublik Deutschland in der deutschen Hauptstadt beschimpft zu haben, sondern auf ihr Konto gehen auch ein Toter und zahlreiche Verletzte – Polizeibeamte und Demonstranten. Die Polizei, durch Rowdies provoziert, war gezwungen, scharf vorzugehen und von ihren Schlagstöcken Gebrauch zu machen. Ich sage ausdrücklich und mit Nachdruck, dass ich das Verhalten der Polizei billige und dass ich mich durch eigenen Augenschein davon überzeugt habe, dass sich die Polizei bis an die Grenzen der Zumutbarkeit zurückgehalten hat.“

Er gab also den Demonstranten die Schuld am Polizeieinsatz und Tod Ohnesorgs. Für dessen Angehörige fand er auch in den Folgetagen kein Wort. Am 8. Juni erklärte er vor dem Abgeordnetenhaus:

„Der tote Student ist das hoffentlich letzte Opfer einer Entwicklung, die von einer extremistischen Minderheit ausgelöst worden ist, die die Freiheit missbraucht, um zu ihrem Endziel, der Auflösung unserer demokratischen Grundordnung, zu gelangen. Ich stelle hier mit Leidenschaft fest: Wer Ursache und Wirkung verwechselt, macht sich bereits mitschuldig.“

In den Folgemonaten rückte Albertz von seinem bedingungslosen Rückhalt für die Polizei ab. Dazu trugen intensive Gespräche mit dem evangelischen Theologieprofessor Helmut Gollwitzer und Bischof Kurt Scharf bei, der den Studenten Kirchenräume für Diskussionstreffen zur Verfügung stellte. In seiner Rundfunkrede am 3. September 1967 erinnerte Albertz an die Erfahrungen der Weimarer Republik: „Freiheiten dieser Art führen zu nichts anderem als zu faschistischem Gegendruck und zur Bildung autoritärer Staatsformen. Das haben wir vor 1933 bitter genug gelernt.“
Am 15. September 1967 im Abgeordnetenhaus führte Albertz den Polizeieinsatz auf falsche Ost-West-Front-Denkmuster zurück. Auf Vorwürfe, er habe eine zu weiche Haltung gegenüber den Studenten eingenommen, antwortete er:

„Hier liegen tiefe Versäumnisse von uns allen: dass wir nicht früher, häufiger und deutlicher gerade mit jungen Menschen über die Möglichkeiten und Unmöglichkeiten unserer Politik gesprochen haben. […] Ich glaube nun, dass wichtiger als alles, was Ordnungsorgane in unserer Stadt gegenüber extremen Minderheiten oder sonst zu tun haben, politische Antworten sind, die wir zu geben haben. […] Ich war am schwächsten, als ich am härtesten war, in jener Nacht des 2. Juni, weil ich dort objektiv das Falsche tat.“

Dies bezog sich auf seine nächtliche Rechtfertigung des Polizeieinsatzes und Schuldzuweisung an die Studenten. Wegen Intrigen des rechten Parteiflügels, der ihn seit seinem Amtsantritt im April 1967 stürzen wollte, fand eine Neubesetzung des Innenressorts keine Mehrheit. Daraufhin trat Albertz am 26. September 1967 zurück.

### West-Berliner Senat
Der SPD-geführte Senat beschloss am Nachmittag des 3. Juni eine 14-tägige „Nichtgenehmigung von Demonstrationen“, obwohl die Verfassung von Berlin kein generelles Versammlungsverbot erlaubte. Ferner forderte Jugendsenator Kurt Neubauer, alle als „Rädelsführer“ Festgenommenen aus Berlin abzuschieben und sich dafür eine entsprechende Anordnung der Alliierten zu besorgen. Andere wollten Demonstranten psychiatrisch begutachten lassen. Dem Vorschlag von Justizsenator Hans-Günter Hoppe folgend richtete der Senat Schnellgerichte für die Festgenommenen ein.
Die SPD-Abgeordneten Gerd Löffler und Dietrich Stobbe, die am 2. Juni in der Krummen Straße nahe dem Tatort gewesen waren, wiesen in der Senatssitzung darauf hin, erst die Räumung des Opernvorplatzes habe die Gewalteskalation beider Seiten bewirkt.
Das Demonstrationsverbot wurde am 12. Juni aufgehoben, um Zusammenstöße bei einer Studentendemonstration jenes Tages zu vermeiden.

### Polizei
Polizeipräsident Erich Duensing war spätestens gegen 1 Uhr am 3. Juni über Ohnesorgs Erschießung durch einen Polizisten informiert. Er berichtete Albertz am folgenden Vormittag von einem „Querschläger“, der Ohnesorg versehentlich getroffen habe. Der Senatssprecher erklärte diese Version auf einer Pressekonferenz, wurde dort aber bereits mit widersprechenden Zeugenaussagen konfrontiert.
Nach damaligen studentischen Recherchen waren 20, nach anderen Angaben 28 Polizeibeamte am 2. Juni leicht verletzt, 27 davon ambulant behandelt worden. Von einer unbekannten Zahl verletzter Demonstranten wurden etwa 45 in Krankenhäuser eingeliefert. Über sie verhängte die Polizei eine tagelange Nachrichtensperre, so dass Angehörige zunächst weder ihren Aufenthaltsort noch Verletzungsarten und ‑grade erfuhren. Auch Schwerverletzten, die ihre Personalien nicht nennen wollten, darunter der Frau, die Ohnesorgs Transport begleitet hatte, wurde die Behandlung verweigert.
Die Berliner Polizeigewerkschaft verlangte am 3. Juni schärfere Maßnahmen gegen das „zügellose Treiben dieses Mobs“ und ein Abgehen vom Kurs der „weichen Welle“ bei der „Behandlung dieser Kriminellen.“ Die Polizei verhinderte weitere Demonstrationen mit Straßensperren und massiver Präsenz und riegelte auch den Campus der FU ab. Ein Polizeiplakat erklärte das Demonstrationsverbot wie folgt:

„Wer mit Gewalt die Rechtsordnung unseres Landes untergraben und unsere Gesellschaftsordnung beseitigen will, hat das Recht verwirkt, sich auf demokratische Freiheiten zu berufen. […] Treten wir daher gemeinsam entschieden jenen Kräften entgegen, die das Maß der freien Meinungsäußerung und der Demonstrationsfreiheit bei weitem überschreiten.“

Eine Spurensicherung am Tatort war unterblieben. Nach dem Polizeibericht, der sich ausschließlich auf Aussagen der anwesenden Polizisten stützte, sollte Kurras in Notwehr geschossen haben. Dieser hatte das Magazin seiner Dienstwaffe noch am Tatabend ausgetauscht und seine Kleidung am Folgetag in die Reinigung gebracht. Er gab in den Folgetagen drei verschiedene Versionen des Tathergangs an, die nur im ersten Punkt übereinstimmten: Er habe sich von den Demonstranten bedroht gefühlt, daraufhin seine Waffe gezogen und entsichert.
- Dann habe er einen oder zwei Warnschüsse abgegeben, von denen einer als Querschläger Ohnesorg getroffen habe.
- Im Handgemenge sei seine Waffe versehentlich losgegangen.
- Zwei Männer mit „blitzenden Messern“ hätten ihn, als er am Boden lag, angegriffen, und er habe sich durch Gebrauch der Schusswaffe schützen wollen.[32]

Die dritte Version vertrat er ohne Widerspruch seitens der Behörden monatelang in der Presse und später auch in seinem Prozess.
Duensing beschrieb das Polizeivorgehen gegenüber Journalisten am 5. Juni so:

„Nehmen wir die Demonstranten wie eine Leberwurst, nicht wahr, dann müssen wir in die Mitte hineinstechen, damit sie an den Enden auseinanderplatzt.“

Am 7. Juni wurde Duensing auf eigenen Wunsch beurlaubt und am 22. September vorzeitig in Pension geschickt.

### Parlamentarische Untersuchung
Am 7. Juni 1967 setzte das West-Berliner Abgeordnetenhaus einen Untersuchungsausschuss zum Verhalten von Demonstranten und Polizei beim Schahbesuch ein. Dieser sollte Verursacher von „Zwischenfällen und Unruhen“ an der FU und in der Stadt feststellen und dazu staatsanwaltliche Ermittlungsergebnisse hinzuziehen. Er tagte unter dem Vorsitz von Gerd Löffler vom 23. Juni bis September 1967.
Der Ausschuss stellte fest, dass der zuständige Senatsrat Hans-Joachim Prill die Anordnung von Albertz, den Opernbereich weiträumig zu sperren, nicht an Duensing weitergegeben hatte. Prill erklärte dazu, der Regierende Bürgermeister habe kein direktes Weisungsrecht gegenüber der Polizei gehabt. Auch über ein Urteil des Bundesverwaltungsgerichts vom Februar 1967, das die Verhältnismäßigkeit der Mittel auch im Fall von Krawallen anmahnte, hatte Prill die Polizeiführung nicht informiert.
Duensing erklärte vor dem Ausschuss, das Bürgermeisteramt habe ihn nicht über die gewünschte weiträumige Absperrung unterrichtet. Auch von den „Jubelpersern“ habe er erst am 1. Juni erfahren, nicht aber von deren Auftraggebern. Er habe angeordnet, sie „gut verpackt“ am Rand hinter dem Polizeigürtel zu postieren. Warum dies missachtet wurde, blieb ungeklärt. Duensing wies vor dem Ausschuss auch ein Weisungsrecht des Protokollchefs Ruprecht Rauch zurück. Dieser hatte die weiträumige Absperrung noch am 2. Juni vergeblich telefonisch durchzusetzen versucht. Ungeklärt blieb auch, warum Pflastersteine und Hartgummiringe auf dem von der Polizei besetzten Bauplatz südlich des Gehwegs zugänglich geblieben waren und wer über 100 Krankenwagen an den Ort der erwarteten Proteste bestellt hatte.
Der Ausschuss verhörte einige der festgenommenen Studenten und warf ihnen Beleidigung, Körperverletzung, Sachbeschädigung, Landfriedensbruch, Strafbegünstigung und Widerstand gegen die Staatsgewalt vor, auch wenn sie dieses bestritten und andere Augenzeugen von widerstandslosem Verhalten berichteten. Der Abschlussbericht billigte das Vorgehen der Einsatzkräfte als rechtmäßig, wenn auch nicht immer verhältnismäßig, und rügte nur unterbliebene Ermittlungen gegen die Schahanhänger und das Verhalten einzelner Polizeibeamter. Er empfahl, den Einsatzleiter der Abteilung III in der Senatsverwaltung für Inneres zu entlassen und den Polizeipräsidenten vorzeitig zu pensionieren. Damit räumte er deren Mitverantwortung ein. Weitere Konsequenzen forderte er nicht.
Der Untersuchungsbericht des AStA, dort gesammelte studentische Zeugenaussagen und daraus abgeleitete weitergehende Forderungen blieben unberücksichtigt. Das Abgeordnetenhaus überging die Kritik des AStA, der Ausschuss habe seine wichtigsten Thesen nicht bewiesen, und nahm dessen Bericht ohne Einwände an. Am 19. September 1967 trat Büsch, der seinen Amtsverzicht zuvor zweimal angeboten hatte, zurück und übernahm damit die Verantwortung für den Polizeieinsatz am 2. Juni.

### Justiz

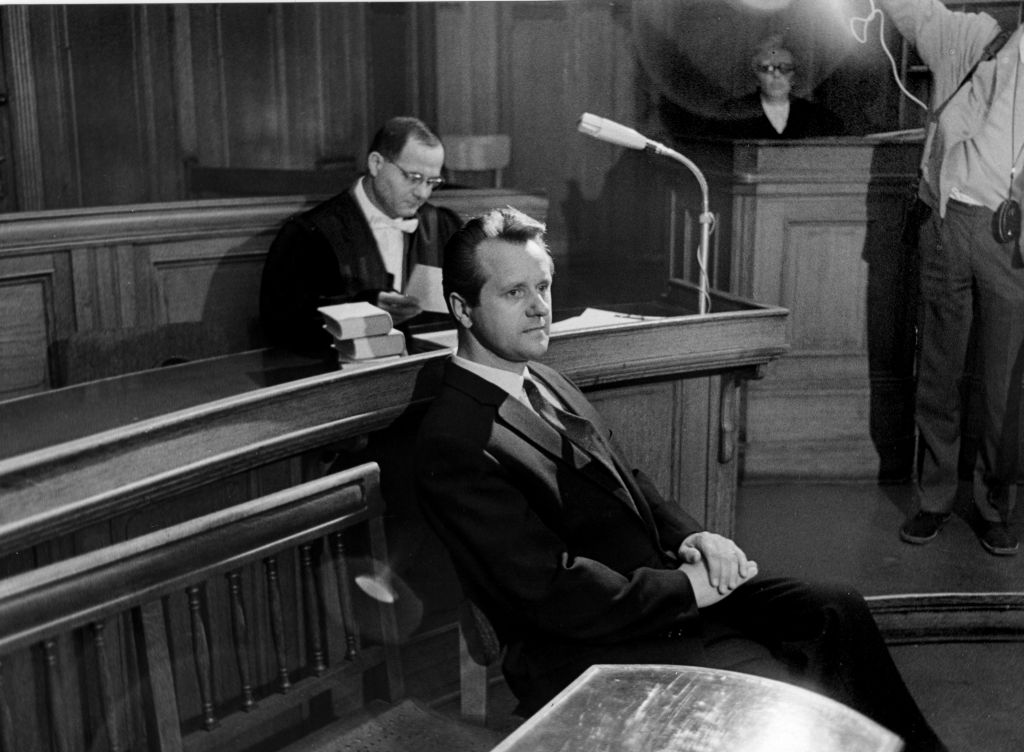
Der angeklagte Polizeibeamte Kurras vor Gericht

Gegen Karl-Heinz Kurras wurde ein Verfahren wegen Verdachts auf fahrlässige Tötung eingeleitet; eine Anklage wegen Totschlags wurde nicht zugelassen. Er wurde für die Prozessdauer vom Polizeidienst beurlaubt. In der Hauptverhandlung im November 1967 behauptete er, eine Gruppe von bis zu zehn Personen habe ihn in der Krummen Straße umringt, verprügelt und mit Messern angegriffen. Deshalb habe er ein oder zwei Warnschüsse abgegeben; der zweite Schuss habe sich im Handgemenge gelöst und Ohnesorg versehentlich getroffen. Nur einer von 80 vernommenen Zeugen bestätigte diesen Tathergang. Ein Gutachten bescheinigte Kurras eingeschränkte Wahrnehmungs- und Urteilsfähigkeit. Dem folgte der Richter und sprach ihn frei, obwohl er von wahrheitswidrigen Einlassungen des Angeklagten ausging.
Otto Schily legte als Anwalt eines der Nebenkläger, Ohnesorgs Vater, erfolgreich Revision gegen das Urteil ein. In der folgenden Hauptverhandlung vor dem Landgericht Berlin 1970 wurde Kurras erneut freigesprochen, weil man ihm kein „schuldhaftes Handeln“ nachweisen könne.
Nach einem Urteil des Berliner Verwaltungsgerichts gab es für den Schlagstockeinsatz vor der Oper keine Rechtsgrundlage. Auch der Einsatz von Greiftrupps sei von vornherein nur zur Konflikteskalation geeignet gewesen. Dennoch wurden nur 13 von 200 angezeigten beteiligten Polizeibeamten angeklagt. Drei Polizeihauptwachtmeister wurden wegen Körperverletzung im Amt zu je sechs Wochen Gefängnis verurteilt. Die übrigen Verfahren wurden eingestellt: darunter die gegen die drei Polizisten, die Ohnesorg und andere im Innenhof verprügelt hatten. Die Zeugenaussagen dazu wurden bei der Beweisaufnahme nicht berücksichtigt. Drei von sechs angeklagten persischen Geheimdienstbeamten wurden wegen Körperverletzung bestraft. Die übrigen Anzeigen gegen sie, darunter eine wegen Landfriedensbruchs, wurden niedergeschlagen.
45 am 2. Juni festgenommene Studenten wurden meist nach wenigen Tagen wieder auf freien Fuß gesetzt. Einige Studenten, die in den Folgetagen wegen Verstößen gegen das Versammlungsverbot festgenommen worden waren, wurden – weitgehend unbeachtet von den Medien – ohne Gerichtsverhandlung zu jeweils drei Monaten Haft ohne Bewährung verurteilt. Als Tatbeweis diente ein bei ihnen gefundenes Flugblatt, das den Generalstaatsanwalt zeigte und gegen seinen ungleichen Umgang mit Kurras und dem Studenten Fritz Teufel protestierte. Dieser war als angeblicher Steinewerfer festgenommen worden, wurde wegen Landfriedensbruchs angeklagt und blieb fast sechs Monate lang inhaftiert. In seinem am 27. November eröffneten Prozess konnte sein Anwalt die Vorwürfe widerlegen, sodass er am 22. Dezember 1967 freigesprochen wurde.

### Medien
Die Zeitungen des Verlages Axel Springer AG hatten damals 66,5 Prozent Anteil am West-Berliner Zeitungsmarkt. Sie hatten sich im Vorfeld gegen demonstrierende Studenten positioniert. Die Berliner Bild-Zeitung rief die Bevölkerung am 2. Juni 1967 auf: „Helft der Polizei, die Störer zu finden und auszuschalten!“ Am 3. Juni berichteten sie nichts von einem Erschossenen, obwohl sechs Journalisten zur Tatzeit am Tatort waren. In einer Teilauflage der Berliner Morgenpost hieß es, gegen Mitternacht sei ein Student im Krankenhaus an den Folgen eines Schädelbruchs gestorben. Der Reporter gab später an, am Vorabend vor Ort nichts von einem Schuss erfahren zu haben.
Die Bild-Zeitung schrieb unter dem Titel „Blutige Krawalle: 1 Toter“:

„Gestern haben in Berlin Krawallmacher zugeschlagen, die sich für Demonstranten halten. Ihnen genügte der Krach nicht mehr. Sie müssen Blut sehen. Sie schwenken die rote Fahne und sie meinen die rote Fahne. Hier hören der Spaß und die demokratische Toleranz auf. Wir haben etwas gegen SA-Methoden. […] Wer bei uns demonstrieren will, soll es friedlich tun. Und wer nicht friedlich demonstrieren kann, der gehört ins Gefängnis.“

Ein Foto dazu zeigte einen blutenden Polizisten.
Der B.Z.-Leitartikel erwähnte ein Todesopfer, aber keine Todesursache. Er schilderte eine „Straßenschlacht“: „Linksradikale Demonstranten“ seien „mit Rauchbomben, Steinen und Eiern gegen die Polizei vorgegangen.“ Ein Foto dazu zeigte eine nachweislich durch Polizeiknüppel am Kopf verletzte Studentin, die von Polizisten abgeführt wird, mit der Bildzeile: Eine blutüberströmte Frau wird in Sicherheit gebracht. Der Kommentator schrieb:

„Die Berliner haben keinen Sinn und kein Verständnis dafür, dass ihre Stadt zur Zirkusarena unreifer Ignoranten gemacht wird, die ihre Gegner mit Farbbeuteln und faulen Eiern bewerfen. […] Wer Terror produziert, muss Härte in Kauf nehmen.“

Am 4. Juni kommentierte die Berliner Morgenpost den nun bekannt gewordenen tödlichen Schuss: Die Polizei sei daran schuldlos, „Krawallradikale“ hätten die Zusammenstöße provoziert. Der Schuss sei „nach menschlichem Ermessen in Notwehr abgegeben“ worden:

„Benno Ohnesorg ist nicht der Märtyrer der FU-Chinesen, sondern ihr Opfer. […] Einige Lümmel forderten den Rücktritt von Polizeipräsident Duensing. […] Das Maß ist nun voll. Die Geduld der Berliner Bevölkerung ist erschöpft. Wir sind es endgültig leid, uns von einer halberwachsenen Minderheit, die noch meist Gastrecht bei uns genießt, terrorisieren zu lassen.“

Alle Zeitungen des Springerverlags stellten den Tathergang ebenso wie Kurras dar: Er sei „von den Demonstranten in einen Hof abgedrängt, dort festgehalten und mit Messern bedroht worden.“ Am 5. Juni schrieb die Bild-Zeitung unter der Schlagzeile „Studenten drohen: Wir schießen zurück“:

„Wenn die Polizei noch einmal auf uns schießt, werden wir zurückfeuern. Wir sind schon dabei, uns zunächst Gaspistolen zu beschaffen.“

Der Autor des Artikels erklärte, Überschrift und angebliches Zitat seien dem Text ohne sein Wissen hinzugefügt worden.
Etwas später kritisierten einige bundesdeutsche Kommentatoren den Polizeieinsatz in West-Berlin. So schrieb Karl Heinz Bohrer in der Frankfurter Allgemeinen Zeitung am 12. Juni 1967: Die Polizei habe „[…] ohne gravierende Notwendigkeit, mit Planung, einer Brutalität Lauf gelassen, wie sie bisher nur aus Zeitungsberichten über faschistische oder halbfaschistische Länder bekannt wurde… Dieselbe Polizei, die am Nachmittag einer […] persischen Prügelgarde zusah, wie sie mit Latten und Totschlägern deutsche Demonstranten anging, sah am gleichen Abend offensichtlich die Stunde gekommen, ihr Mütchen an jenen zu kühlen, die nicht aufhören wollten, den hohen Staatsgästen ihre unroyalistischen Ansichten zu zeigen. Was der Einsatzleiter befohlen hatte, kommt dem gleich, in einem Kino ein Feuer anzuzünden und die Ausgänge zu verschließen.}“
Heinz Grossmann kommentierte am 26. Juni 1967 in der Zeit:

„Man wird sich daran zu gewöhnen haben, dass der Geheimpolizei irgendeines demokratischen Musterlandes – Persiens, Spaniens oder Griechenlands – bei uns die Funktion einer Hilfspolizei zugebilligt wird.“

Im Stern kommentierte Sebastian Haffner die Vorgänge:

„Es war ein systematischer, kaltblütig geplanter Pogrom, begangen von der Berliner Polizei an Berliner Studenten. […] Sie hat sie abgeschnitten, eingekesselt, zusammengedrängt und dann auf die Wehrlosen, übereinander Stolpernden, Stürzenden mit hemmungsloser Bestialität eingeknüppelt und eingetrampelt.“

Nur wenige Journalisten stellten eigene Recherchen zum Tathergang an. Die Zeitschrift konkret veröffentlichte am 7. Juli 1967 unter der Überschrift „Bitte, bitte, nicht schießen!“ Eindrücke von etwa zwölf Zeugen der Vorgänge im Hinterhof Krumme Straße 67, die Christa Ohnesorgs Anwalt Horst Mahler gesammelt hatte. Auch der Spiegel, die Zeit und die Frankfurter Rundschau sammelten Zeugenaussagen zum Demonstrationsverlauf. Erst ihre Sonderausgaben machten die studentischen Forderungen in den Folgetagen öffentlich.
Ost-Berliner Zeitungen stellten das Ereignis als vom Senat gewolltes und gedecktes Verbrechen der gesamten West-Berliner Polizei dar. So schrieb das SED-Zentralorgan Neues Deutschland auf der Titelseite am 4. Juni, diese habe ein „fürchterliches Blutbad“ unter den Demonstranten angerichtet. Der Folgesatz nannte nur Ohnesorg als Opfer. Die Junge Welt behauptete am 5. Juni, er sei von „der Westberliner Polizei […] hinterrücks erschossen“ worden, und sprach von einem „Polizeimassaker“. Die SED-Agitationsabteilung wies alle DDR-Presseorgane am 6. Juni an, Ohnesorg als Opfer eines „Komplotts“ zur „Gleichschaltung Westberlins mit dem verschärften Rechtskurs der Regierung Kiesinger/Strauß“ darzustellen. Man solle alle Details der „ungeheuerlichen Verbrechen in Westberlin“ in Wort und Bild zeigen und dazu ausführlich westliche Quellen zitieren. Das Polizeivorgehen trage „alle Merkmale einer von langer Hand vorbereiteten Eskalation des Terrors“, der außer den Studenten auch „die Werktätigen“ einschüchtern solle. Dieser Maßgabe kamen die DDR-Zeitungen in den Folgetagen nach, indem sie die Brutalität der West-Berliner Polizei anhand ausgewählter Zeugenaussagen aus westlichen Zeitungen betonten. Dabei übernahmen sie von den rebellierenden Studenten in der Bundesrepublik Deutschland und West-Berlin die These einer „Notstandsübung“, der der Polizeieinsatz gedient und die die „Meinungsfabrik Springer“ mit vorbereitet habe.

### West-Berliner Studenten
Am 3. Juni vormittags fanden Studenten die FU-Gebäude verschlossen vor. Einen spontanen Trauerzug Hunderter durch die Innenstadt löste die Polizei mit Hinweis auf das generelle Versammlungsverbot auf. Bis 16:00 Uhr versammelten sich über 6000 Studenten auf dem FU-Gelände. Als starke Polizeikräfte sie umstellten und die gewaltsame Räumung androhten, reagierten sie mit einem Sitzstreik. Daraufhin öffnete Wolfgang Wetzel, der Dekan der Wirtschafts- und Sozialwissenschaftlichen Fakultät, den Studenten die Hörsäle; Albertz zog den Räumungsbefehl zurück.
Rudi Dutschke verlangte dann den Rücktritt von Albertz, Duensing und Büsch, eine „Entfaschisierung“ der West-Berliner Polizei und die Löschung aller behördlichen „schwarzen Listen“ über potentielle politische Oppositionelle. Hintergrund war, dass die Berliner Polizei 1966 dem FU-Rektorat wiederholt Listen mit Personaldaten festgenommener Studenten übergeben hatte, die daraufhin disziplinarisch bestraft und teilweise exmatrikuliert wurden, um die FU zu „befrieden“. Klaus Meschkat forderte die Enteignung des Springerkonzerns aufgrund verfassungsrechtlicher Bestimmungen West-Berlins und des Grundgesetzes. Ohnesorgs Mörder müsse bestraft, Staatsempfänge für Diktatoren müssten verboten werden.
Die Versammelten, darunter einige Prominente und Professoren, stimmten diesen Forderungen zu. Zudem erging ein Appell an alle FU-Angehörigen, für mindestens eine Woche über die „Verschleierung der Tatsachen durch Politiker, Polizei und Presse“, den „faktischen Ausnahmezustand“, „Tendenzen einer bürokratischen Aufhebung der Demokratie“, von den Exekutivorganen „ausgeübten Terror“ und universitäre Möglichkeiten, „die Demokratie in Berlin wiederherzustellen, zu verteidigen und zu entwickeln“, zu diskutieren. Dem stimmten fast alle FU-Fakultäten zu. Aus dem von Studenten geleiteten Lehrbetrieb zu diesen Themen entstand der Plan zur selbstverwalteten „kritischen Universität“, die im folgenden Herbst eingerichtet wurde.
Am 4. Juni gab der AStA der FU eine eigene Presseerklärung heraus:

„Wir stehen fassungslos vor der Lüge der Polizei, die den Mord als Notwehr bezeichnet… Wir stellen unsere Ohnmacht fest, in Anbetracht der meisten Berichte in den Kommunikationsmitteln Berlins. Wir hoffen, daß endlich Journalisten die Wahrheit berichten.“

Am 5. Juni 1967 bildete die FU-Vollversammlung einen „Ermittlungsausschuss“ für die Ursachen, Tatbestände und Konsequenzen der Vorfälle. Dieser bat Zeugen, sich nur bei ihm zu melden und weder bei der Polizei noch vor anderen offiziellen Gremien auszusagen, da man Manipulationen und Strafverfolgung befürchtete. Etwa 600 Personen folgten dem Aufruf. Fast alle widersprachen der polizeilichen Darstellung des Tathergangs. Sie versuchten zudem, Polizisten, die Übergriffe begangen hatten, anhand von Fotos und Wiedererkennung namhaft zu machen und anzuzeigen. Zudem bildeten die FU-Studenten ein „Komitee zur Aufklärung der Bevölkerung“, das Falschdarstellungen von Behörden und Medien zurückwies und eine Gegenöffentlichkeit dazu herzustellen versuchte. Mit in allen Stadtteilen verteilten Flugblättern, Straßenständen und öffentlichen Diskussionen gelang dies zum Teil. Ein „Aktionskomitee zur Organisierung der Trauerfeierlichkeiten“ bereitete mit Christa Ohnesorg zusammen die Überführung und Beerdigung ihres Mannes vor.

### Bundesdeutsche Studenten- und Schülerbewegung
Ohnesorgs Erschießung markiert eine Zäsur in der Geschichte der Bundesrepublik Deutschland. Seitdem verbreitete sich die Studentenbewegung auch an den westdeutschen Universitäten. Zudem bildete sich nun auch eine bundesweite Schülerbewegung: Am 18. Juni 1967 schlossen sich zunächst 29 an westdeutschen Oberschulen entstandene sozialistische Schülergruppen bei ihrem ersten Bundeskongress in Frankfurt am Main zum „Aktionszentrum unabhängiger und sozialistischer Schüler“ (AUSS) zusammen. Der Berliner SDS verfünffachte mit 800 Beitritten seine Mitgliedszahl. Viele westdeutsche Studentengruppen, Jugendorganisationen und Professoren solidarisierten sich mit den Berliner FU-Studenten, gründeten Aktionsgruppen zu den Ursachen und Folgen von Ohnesorgs Tod und protestierten gegen das Verhalten der Berliner Behörden und der Springerpresse. Die Kritik an undemokratischen Tendenzen in der Exekutive und Justiz nahm zu. Als moralischer Protest gewann die antiautoritäre Revolte an Plausibität.
Für viele damalige Studenten war Ohnesorgs Erschießung keine Einzeltat, sondern Ergebnis und vorläufiger Höhepunkt einer zunehmenden Gewaltbereitschaft staatlicher Behörden zur Unterdrückung von Protest für Menschenrechte und Demokratisierung. Sie deuteten die Ereignisse am 2. Juni 1967 als „Notstandsübung“ des Staates gegen kritische Minderheiten:

„Die Polizeimaßnahmen während des Schahbesuchs […] machen deutlich, was uns mit den vorgesehenen Notstandsgesetzen droht.“

Die in den Vorjahren eingeleiteten Kampagnen dagegen und gegen den Axel-Springer-Konzern erhielten starke Unterstützung.
Ulrike Meinhof kommentierte das Ereignis in einer Radiosendung: „Die Proteste gegen einen Polizeistaatschef entlarvten unseren Staat selbst als Polizeistaat. Polizei- und Presseterror erreichten am 2. Juni in Berlin ihren Höhepunkt. Da begriffen wir, dass Freiheit in diesem Staat die Freiheit für den Polizeiknüppel ist und Pressefreiheit im Schatten des Springerkonzerns die Freiheit, den Knüppel zu rechtfertigen.“
Auf einem Kongress der FU Berlin diskutierten am Abend des 9. Juni in Hannover nach einem Trauermarsch ein Teil seiner Teilnehmer, etwa 5000, über „Hochschule und Demokratie – Bedingungen und Organisation des Widerstands“, auch über Folgerungen aus Ohnesorgs Tötung und dem Umgang der Behörden und Medien damit. Dort rief Dutschke zur Bildung von Aktionszentren in allen Universitätsstädten auf, die beispielsweise Sitzstreiks gegen Demonstrationsverbote organisieren sollten.
In der Bundesrepublik kam es nun häufiger zu gewaltsamen Zusammenstößen zwischen Demonstranten und Polizei, so bereits beim Schah-Besuch in Hamburg am 3. Juni 1967. Zugleich nahmen die Aufklärungs- und Reformversuche an den Hochschulen zu. Erstmals gerieten auch die Polizeiausbildung und die von ihr angewandten Methoden in die öffentliche Kritik. 1970 ging daraus eine Reform des Versammlungsgesetzes und der Polizeiausbildung hervor.
Der Todestag Ohnesorgs wurde auch zu einem Bezugspunkt des westdeutschen Terrorismus der 1970er Jahre. So erklärt Ralf Reinders die Namensgebung der im Januar 1972 gegründeten Bewegung 2. Juni wie folgt:

„Alle wußten, was der 2. Juni bedeutet… Mit diesem Datum im Namen wird immer drauf hingewiesen, daß sie zuerst geschossen haben!“

Des Weiteren bekannte sich das „Kommando 2. Juni“ zu dem Sprengstoffanschlag auf das Verlagshaus der Axel Springer AG in Hamburg.

### Folgen im Iran
Der Schah soll vor seinem Deutschlandbesuch Berichte erhalten haben, dass der ehemalige Chef des SAVAK, Teymur Bachtiar, dort einen Anschlag auf ihn plante. Zwei Tage nach der Rückkehr des Schahs in den Iran wurde General Alavi Kia, Leiter des Europabüros des SAVAK, entlassen. Der Schah war zu diesem Zeitpunkt davon überzeugt, dass Kia mit Bachtiar in Verbindung stand. An den SAVAK erging die Anweisung, Bachtiar „zu jagen und zu töten“. Im Iran streuten Oppositionelle das Gerücht, Benno Ohnesorg sei vom SAVAK erschossen worden. Bachtiar wurde angeklagt, an der versuchten Ermordung des Schahs als Anstifter beteiligt gewesen zu sein. Am 23. September 1967 wurde er in Abwesenheit zum Tode verurteilt.
Im September 1967 reiste Bundesinnenminister Paul Lücke nach Teheran, unter anderem, um sich dort beim Schah im Namen der Bundesregierung für die Proteste während seines Besuchs in der Bundesrepublik zu entschuldigen. Der Schah teilte ihm mit, dass er sich durch die Demonstrationen gegen ihn persönlich verletzt fühle. Lücke konnte ihn nur mit einiger Mühe davon abbringen, vor bundesdeutschen Gerichten gegen die Demonstranten zu klagen. Ein Gegenbesuch von Bundeskanzler Kiesinger im September 1968 im Iran verlief jedoch harmonisch.

### Neue Erkenntnisse zum Todesschützen und Ermittlungen ab 2009
Am 21. Mai 2009 gab die Bundesbeauftragte für die Stasi-Unterlagen die Entdeckung bekannt, dass Kurras seit 1955 inoffizieller Mitarbeiter (IM) des Ministeriums für Staatssicherheit (MfS) und seit 1964 Mitglied der SED gewesen war. Die an der Aktenauswertung beteiligten Wissenschaftler hielten einen Stasi-Auftrag für den Todesschuss aber für „wenig wahrscheinlich“.
Kurras gab seine bis 1967 dokumentierte IM-Tätigkeit zu. Diese löste eine neue Debatte um die Rezeption des Todesschusses aus. Peter Schneider zum Beispiel fragte, „ob die Geschichte der Bundesrepublik nach dem 2. Juni anders verlaufen wäre, wenn die Stasi-Identität von Kurras damals […] bekannt geworden wäre. Ich bejahe diese Frage, aber ich kann sie nur durch Spekulationen stützen.“
Eine vom Berliner Polizeipräsidenten Dieter Glietsch in Auftrag gegebene Universitätsstudie ergab im März 2011, dass Kurras und andere Agenten des MfS keinen Einfluss auf Entscheidungen der West-Berliner Polizei ausgeübt hatten. Eine im Oktober 2009 eingeleitete Ermittlung der Bundesanwaltschaft fand bis August 2011 keine Anhaltspunkte für einen Mordauftrag der Stasi. Die Ermittler widerlegten nochmals die von Kurras behauptete Notwehr, da er nach zuvor unbeachteten Zeugenaussagen und überprüftem Filmmaterial unbedrängt die Waffe gezogen und auf Ohnesorg geschossen hatte. Im November 2011 stellte die Berliner Generalstaatsanwaltschaft die Ermittlungen gegen Kurras ein: Die Beweislage reiche nicht zur Neueröffnung eines Verfahrens wegen vorsätzlicher oder fahrlässiger Tötung Ohnesorgs aus. Im Januar 2012 wurden neue Indizien für eine „gezielte Exekution“ Ohnesorgs und deren Vertuschung durch West-Berliner Polizisten bekannt. Seitdem gelten Vermutungen, er sei im Stasiauftrag erschossen worden, um die Studentenbewegung zu radikalisieren, als entkräftet und hinfällig.

### Entschuldigung des Berliner Justizsenators am 50. Jahrestag
Bei einer Gedenkveranstaltung zum fünfzigsten Jahrestag des Geschehens am 2. Juni 2017 vor dem Rathaus Schöneberg sagte der Berliner Senator für Justiz Dirk Behrendt: „Heute möchte ich die Opfer dieser Gewalt und Willkür, deren Täter nicht oder nicht ausreichend belangt wurden, um Entschuldigung bitten“. Die Polizei habe die Demonstranten vor den gewalttätigen Schah-Anhängern nicht geschützt und deren Personalien nicht festgestellt, sondern sich unter dem Motto „Knüppel frei“ ihrerseits gegen die Studenten gewandt. Behrendt würdigte den Tag als einen Wendepunkt in der Nachkriegsgeschichte, denn „die Jugend begann die Nazivergangenheit der Eltern zu hinterfragen“. Ohne die Proteste sei die moderne und weltoffene Bundesrepublik undenkbar.
Kritisiert wurde, dass der übrige Berliner Senat nicht am Gedenken teilnahm und Behrendt weder Benno Ohnesorg namentlich nannte noch das Verhalten der Polizei am Abend vor der Oper noch die Freisprüche für Kurras erwähnte. Unter den rund 200 Teilnehmern befanden sich auch einige frühere Demonstranten des 2. Juni 1967, darunter Wolfgang Wieland, sowie Benno Ohnesorgs Sohn Lukas. Dieser antwortete auf die Frage, wie er sich das Schweigen der Verantwortlichen erkläre: „Man könnte fast vermuten, es wird weiter vertuscht.“

## Film und Musik
Die Ereignisse wurden in zahlreichen Filmen aufgearbeitet, teils als Haupthandlung, teils im Rahmen der Geschichte der RAF.
- 1967: Dokumentarfilm Der Polizeistaatsbesuch – Beobachtungen unter deutschen Gastgebern von Roman Brodmann, der den Staatsbesuch des Schah-Ehepaars und die Ausschreitungen gegenüber Berliner Demonstranten dokumentiert.
- 1982: In seinem Lied Auf der Flucht (aus dem Album Einzelhaft) nimmt Falco auf die Ereignisse Bezug: „Westberlin / Neunzehnhundertsechzig sieben […]  Ecke Joachimsthaler, Ku’damm / Ein Exzess / Wer das Gas als letzter riecht / Hat als erster den Prozess“.
- 2008: Der Kinofilm und Fernsehzweiteiler Der Baader Meinhof Komplex nach dem gleichnamigen Buch von Stefan Aust beginnt mit den Ereignissen um den Schah-Besuch.